# تلمبه چترودی‌ها
تلمبه چترودی‌ها، یک آبادی از توابع بخش چترود، شهرستان کرمان در استان کرمان ایران است.

## جمعیت
این آبادی در دهستان کویرات قرار دارد و براساس سرشماری مرکز آمار ایران در سال ۱۳۹۵، جمعیت آن ۴۳ نفر (۹ خانوار) بوده‌است.